# Sistema Nacional de Creadores de Arte
El Sistema Nacional de Creadores de Arte, es un programa de distinciones y estímulos otorgados a artistas mexicanos destacados mayores de 35 años que han dado prestigio a su país, en el ámbito de la creación de arte; por su desempeño personal y por la excelencia que haya alcanzado su obra artística. Este programa es convocado por el Fondo Nacional para la Cultura y las Artes (FONCA), con base en consejos de dictaminación ciudadanos donde un grupo de artistas debaten a quién se le concederán los apoyos financieros y por cuánto tiempo. El Sistema Nacional de Creadores depende de la Secretaría de Cultura. El FONCA se fundó en 1989 durante el sexenio de Carlos Salinas de Gortari.